# Movimiento Amal
El Movimiento Amal (en árabe, حركة أمل Ḥarakat Amal; amal significa «esperanza») es una organización política chií moderada del Líbano.
Amal se convirtió en una de las organizaciones chiíes más importantes durante la guerra civil libanesa. Su crecimiento se debió a su enorme popularidad entre los 300.000 refugiados internos chiíes del Líbano meridional después de los bombardeos israelíes al principio de los años 1980, así como al apoyo de la república islámica de Irán, con la que tenía fuertes lazos.
Los objetivos históricos de Amal son la defensa de los intereses de la población chií del Líbano, mayoritariamente concentrada en el sur del país, así como una distribución más favorable a la población chiita del sur libanés.
En su momento de máxima expansión, la milicia tuvo 14.000 combatientes. Amal luchó largo tiempo en contra de los campamentos de refugiados palestinos durante la guerra civil libanesa. Dicha guerra fue denominada como "Guerra de los Campos (de refugiados)". Después de la Guerra de los Campos, Amal tuvo una sangrienta batalla contra la organización chiita Hezbolá, lo que redundó en la intervención de Siria.
Aunque mayoritariamente chiita, el movimiento Amal incluye también diputados cristianos, sunitas y drusos.

## Razón de ser

### Sistema Multiconfesional
El Líbano entre los años 1920-1943 era una posesión del Imperio Francés tras haberlo conquistado en la Primera Guerra Mundial del Imperio otomano. La sociedad del país fue estratificada en religiones. Durante la dominación francesa, los cristianos de cualquier fe (católicos, ortodoxos, e iglesias étnicas como la Iglesia apostólica armenia) tuvieron ventajas económicas porque los franceses los consideraban como aliados. Los musulmanes ocupaban también rangos diversos en la escala social. Los sunitas, miembros de la orientación religiosa más popular en el mundo islámico dominaban sobre ellos. Los drusos, practicantes de una religión minoritaria distribuida en los actuales países de Siria, Líbano, e Israel (en aquellos tiempos el Mandato Británico de Palestina), vivían a lo largo de las montañas de la frontera con Siria. 
La comunidad chií del Líbano era la más pobre y desposeída de todas. Vivían en las colinas al sur del país y en el valle de la Bekaa, eran agricultores y la mayoría arrendatarios de los terratenientes. Con una economía de mercado libre, el Líbano no encontró los medios para corregir las desigualdades sociales. A pesar de eso, el país fue un destino muy popular para el turismo occidental, en particular entre los franceses. Con sus ciudades antiguas, sus playas soleadas y sus montañas ideales para pistas de esquí, la economía del Líbano creció más rápidamente que la de sus vecinos. Los banqueros de Beirut gozaron del nivel más bajo de impuestos sobre la renta en relación con Siria y otros países de la región. El crecimiento económico libanés escondió las fallas del sistema: los chiitas y otros libaneses pobres no pudieron nunca emparejarse económicamente a aquellos con ventajas para prosperar.

### Refugiados palestinos
Los problemas económicos de los chiitas se hicieron aún más difíciles tras la guerra de Independencia de Israel en 1948. De los 728.000 árabes palestinos refugiados por la guerra, una gran porción se asentaba en el sur del Líbano en campamentos de refugiados. Dieciséis campamentos fueron construidos para contener el flujo de refugiados; aún hoy quedan 222.776 personas que se identifican como tales. La presencia de otras decenas de miles de personas pobres en el país no mejoró la situación de los chiitas. Los palestinos tuvieron prohibido ejercitar como médicos, abogados, o comprar bienes raíces en el país. Como el resto de los países árabes, el presidente Bechara El Joury y sus sucesores no otorgarán la ciudadanía a los refugiados. La razón tras éste denegación fue el miedo de su propio grupo religioso, los cristianos, a un cambio en el equilibrio de poderes en Líbano; la mayoría de los nuevos residentes palestinos eran musulmanes sunitas. 
Las relaciones entre los refugiados palestinos y los árabes locales no fueron fáciles. Los chiitas en particular vieron a los palestinos con sospecha. Los sectores de trabajo manual que hasta entonces habían sido coto exclusivo de los pobres chiitas, repentinamente estaban ocupados por obreros baratos y desesperados. Los palestinos que no pudieron adquirir empleo se convirtieron muchos de ellos en delincuentes. La desesperación de los refugiados hizo que los chiitas fueron blanco de robos y otros crímenes.

### Choques civiles
Además de sus propios problemas específicos, la comunidad chiita sufrió cada crisis general que ocurrió en Líbano y tanto ellos que estuvieron enconándose en el mundo árabe. Desde el final de la Guerra árabe-israelita en 1948, los liderazgos de muchos países fueron amenazados por movimientos reformistas. El ejemplo más importante fue el Movimiento de Oficiales Militares Libres que tomó poder del Rey Faruq I de Egipto en un golpe de Estado en 1952 bajo la visión de Gamal Abdel Nasser. Un musulmán secular, Nasser abogó en favor de unir todos los estados árabes en uno, una política llamada panarabismo. El Panarabismo tuvo muchas ideas socialistas y logró muchos aficionados entre árabes pobres o profesionales. El éxito de Nasser en desterrar la monarquía fue aún más popular debido de la corrupción de Faruq, y su dependencia en aprobación británica. En estados monárquicos como Irak, Irán (aunque no es árabe, su sociedad tuvo muchas parecidos con los vecinos árabes) y Jordania se desarrollaban movimientos panarabistas de la noche a una mañana. En Líbano los cambios no fueron diferentes, sino el movimiento nasserista fue popular solamente entre musulmánes, usualmente sunitas. En 1956 Bretaña, Francia, e Israel atacaron Egipto en la Guerra de Suez y Camille Chamoun, el presidente cristiano y prooccidental del Líbano, rehusó romper relaciones con Gran Bretaña y Francia, siendo el único líder árabe en hacerlo. En 1958 Egipto y Siria se unieron en la República Unida Árabe (RUÁ), la monarquía iraquí fue derrocada, y Rachid Karami, un sunita moderado, dio su apoyo en las políticas de Nasser al contrario de Presidente Chamoun. Rebeldes musulmanes atentaron derribar el gobierno con el fin de forzar al Líbano a unirse con la RUÁ. La discusión entre Karami y Chamoune desarrolló en un crisis política que amenazó con convertirse en una guerra sectaria entre quienes apoyaban el orden existente y los panarabistas. El despliegue de los Marines estadounidenses conservó la paz en Líbano, si bien Chamoun debió que renunciar su puesto y fue reemplazado con Fuad Chehab.
En septiembre de 1970 el reino de Jordania realizó una maniobra punitiva para castigar a los militantes palestinos que no reconocieron la autoridad del Rey Hussein I. La operación jordana, conocida en términos populares como Septiembre Negro, causó la mudanza de casi todos los guerrilleros de Jordania al Sur del Líbano. Para los chiitas, los nuevos arribos fueron una otra molestia además de los palestinos anteriores. Los guerrilleros de la OLP lograron muchos de ellos un nuevo hogar debido a la débil situación militar  y a lo dividido del Líbano. El sur del país recibió el apodo de Fatahland en tributo a la facción dominante en la OLP.

## Desarrollo del movimiento
En comparación con los otros países de la región, el ambiente político-social en el Líbano de los años setenta fue muy liberal. Cada secta tuvo por menos un partido representante. Los cristianos tuvieron Al-Kataeb (Falanges libanesas), al Marada, y el Partido Nacional Liberal de Chamoun. Los sunitas tuvieron el Movimiento Nacional Libanés. Los drusos formaron el Partido Social Progresivo de Kamal Jumblat. También se formó el primer partido comunista en el mundo árabe y ramas de los Hermanos Musulmanes (sunitas).